# Pei Xingru
Pei Xingru (chiń. 裴星茹; ur. 11 października 1998) – chińska zapaśniczka walcząca w stylu wolnym. Mistrzyni świata z 2016 i trzecia w 2018 i 2019. Wicemistrzyni igrzysk azjatyckich w 2018. Mistrzyni Azji w 2018. Triumfatorka halowych igrzysk azjatyckich w 2017. Druga w Pucharze Świata w 2018. 
Wicemistrzyni igrzysk młodzieży w 2014. Trzecia na MŚ juniorów z 2016 roku.